# Ruprecht Langer
Ruprecht Langer (* 1984 in Wittenberg) ist ein deutscher Musikwissenschaftler. 

## Leben
Ruprecht Langer studierte Musikwissenschaft und Theologie in Leipzig. Danach arbeitete er im Bach-Archiv Leipzig. Nebenbei war er als freier Redakteur und Journalist für verschiedene Zeitungen und Musikmagazine tätig. Ab 2014 war Langer als Produktmanager bei dem in Leipzig ansässigen Musiklabel Rondeau Production angestellt. Zum 1. September 2017 hat er die Stabsstelle Deutsches Musikarchiv übernommen.